# Cecilia of the Pink Roses
Cecilia of the Pink Roses è un film muto del 1918 diretto da Julius Steger, che aveva come protagonista Marion Davies. La sceneggiatura di S.M. Weller si basa sull'omonimo romanzo di Katharine Haviland Taylor pubblicato a New York nel 1917.

## Trama
Jeremiah Madden fa fortuna inventando un nuovo tipo di mattone. Ma la sua vita è amareggiata dal ricordo della moglie morta quando ancora non era riuscito a mettere a frutto la sua invenzione, con il medico che si era rifiutato di curare la donna perché lui non poteva pagare le cure. I suoi due figli, Cecilia e Johnny, sono cresciuti con l'aiuto di padre McGowan e adesso Cecilia è una bella ragazza che ha finito gli studi in una scuola per signorine della buona società. Cecilia, innamorata di Harry Twombly, un giovane avvocato, viene aiutata da lui quando il fratello minore si imbarca in una relazione pericolosa con una ricattatrice. Risolta la crisi, Cecilia e Harry riportano sulla buona strada il giovane Johnny.

## Produzione
Il film fu prodotto dalla Marion Davies Film Corporation.

## Distribuzione
Il copyright del film, richiesto dalla Marion Davies Film Co. Inc., fu registrato il 3 giugno 1918 con il numero LP12538.
Distribuito dalla Select Pictures Corporation, il film fu presentato in prima il 18 maggio 1918, uscendo poi nelle sale statunitensi il 2 giugno 1918.
Non si conoscono copie ancora esistenti della pellicola che viene considerata presumibilmente perduta.